# غفاریان
غفاریان یک نام خانوادگی است. افراد سرشناس با این نام از این قرارند:
- افشین غفاریان (زادهٔ ۱۹۸۶)، رقصنده، هنرپیشه، طراح رقص و کارگردان اهل ایران
- ‌‌آرمان غفاریان (زاده ۱۹۸۶) گوینده،مجری و بازیگر رادیو و تلویزیون
- به‌آفرید غفاریان (زادهٔ ۱۳۷۲)، بازیگر ایرانی